# 2021-es DTM-szezon
A 2021-es Deutsche Tourenwagen Masters-szezon a bajnokság huszonkettedik szezonja volt a sorozat 2000-es visszatérése óta. A szezon eredetileg május 29-én vette volna kezdetét a szentpétervári Igora Drive-on, azonban a koronavírus-járvány miatt a szezonnyitó hétvége az Autodromo Nazionale di Monza helyszínén került megrendezésre június 19-én, az idényzáró pedig az utcai Norisringen október 10-én.
Az egyéni címvédő René Rast volt, aki elhagyta a bajnokságot és a Formula–E-be igazolt. Az egyéni bajnoki címet Maximilian Götz szerezte meg az utolsó futamon, kaotikus körülmények között. Ezzel ő lett a DTM 12. német bajnoka. A csapatok között a Red Bull által benevezett, Ferrarikat felvonultató AF Corse nyerte meg.
Egy hétvégével az idény vége előtt a 2013-as szezon bajnoka, Mike Rockenfeller bejelentette a sorozatból való visszavonulást.

## Csapatok és versenyzők
| Gyártó        | Autó                        | Csapat                 | Rajtszám | Versenyző             | Kategória | Forduló  |
| ------------- | --------------------------- | ---------------------- | -------- | --------------------- | --------- | -------- |
| Audi          | Audi R8 LMS Evo             | Team Abt Sportsline    | 3        | Kelvin van der Linde  |           | Összes   |
| Audi          | Audi R8 LMS Evo             | Team Abt Sportsline    | 9        | Mike Rockenfeller     |           | Összes   |
| Audi          | Audi R8 LMS Evo             | Team Abt Sportsline    | 37       | Lucas di Grassi       | G         | 7–8      |
| Audi          | Audi R8 LMS Evo             | Team Abt               | 99       | Sophia Flörsch        | J         | 1–3, 5–7 |
| Audi          | Audi R8 LMS Evo             | Team Abt               | 99       | Markus Winkelhock     |           | 4        |
| Audi          | Audi R8 LMS Evo             | Team Rosberg           | 12       | Dev Gore              |           | 1–3, 5–7 |
| Audi          | Audi R8 LMS Evo             | Team Rosberg           | 12       | Christopher Haase     |           | 4        |
| Audi          | Audi R8 LMS Evo             | Team Rosberg           | 51       | Nico Müller           |           | Összes   |
| BMW           | BMW M6 GT3                  | Walkenhorst Motorsport | 11       | Marco Wittmann        |           | Összes   |
| BMW           | BMW M6 GT3                  | ROWE Racing            | 16       | Timo Glock            |           | Összes   |
| BMW           | BMW M6 GT3                  | ROWE Racing            | 31       | Sheldon van der Linde | J         | Összes   |
| Ferrari       | Ferrari 488 GT3 Evo         | AlphaTauri AF Corse    | 23       | Alexander Albon       |           | 1–7      |
| Ferrari       | Ferrari 488 GT3 Evo         | AlphaTauri AF Corse    | 37       | Nick Cassidy          |           | 8        |
| Ferrari       | Ferrari 488 GT3 Evo         | Red Bull AF Corse      | 30       | Liam Lawson           | J         | Összes   |
| Lamborghini   | Lamborghini Huracán GT3 Evo | T3 Motorsport          | 10       | Esteban Muth          | J         | Összes   |
| Lamborghini   | Lamborghini Huracán GT3 Evo | T3 Motorsport          | 26       | Esmee Hawkey          |           | Összes   |
| Lamborghini   | Lamborghini Huracán GT3 Evo | T3 Motorsport          | 71       | Maximilian Paul       | G         | 5        |
| Lamborghini   | Lamborghini Huracán GT3 Evo | T3 Motorsport          | 63       | Mirko Bortolotti      | G         | 6        |
| McLaren       | McLaren 720S GT3            | JP Motorsport          | 15       | Christian Klien       | G         | 3–4, 6   |
| Mercedes-Benz | Mercedes AMG GT3 Evo        | Team HRT               | 4        | Maximilian Götz       |           | Összes   |
| Mercedes-Benz | Mercedes AMG GT3 Evo        | Team HRT               | 5        | Vincent Abril         |           | Összes   |
| Mercedes-Benz | Mercedes AMG GT3 Evo        | Team HRT               | 6        | Hubert Haupt          | G         | 4        |
| Mercedes-Benz | Mercedes AMG GT3 Evo        | Team Toksport WRT      | 7        | Luca Stolz            | G         | 4        |
| Mercedes-Benz | Mercedes AMG GT3 Evo        | Team GruppeM Racing    | 8        | Daniel Juncadella     |           | Összes   |
| Mercedes-Benz | Mercedes AMG GT3 Evo        | Team Mücke Motorsport  | 18       | Maximilian Buhk       |           | 1–6, 8   |
| Mercedes-Benz | Mercedes AMG GT3 Evo        | Team Mücke Motorsport  | 18       | Marvin Dienst         |           | 7        |
| Mercedes-Benz | Mercedes AMG GT3 Evo        | Team Winward           | 22       | Lucas Auer            |           | Összes   |
| Mercedes-Benz | Mercedes AMG GT3 Evo        | Team Winward           | 57       | Philip Ellis          |           | Összes   |
| Mercedes-Benz | Mercedes AMG GT3 Evo        | Team GetSpeed          | 36       | Arjun Maini           |           | Összes   |
| Porsche       | Porsche 911 GT3 R           | SSR Performance        | 92       | Michael Ammermüller   | G         | 4        |

| Ikon | Kategória |
| ---- | --------- |
| J    | Junior    |
| G    | Vendég[a] |

## Átigazolások

### Csapatváltások
- Nico Müller; Audi Sport Team Abt Sportsline versenyző → Team Rosberg versenyző[13]
- Mike Rockenfeller; Audi Sport Team Phoenix versenyző → Team Abt Sportsline versenyző[6]
- Lucas Auer; BMW Team RMR versenyző → Team Winward versenyző[35]
- Sheldon van der Linde; BMW Team RBM versenyző → ROWE Racing versenyző[18]
- Timo Glock; BMW Team RMG versenyző → ROWE Racing versenyző[17]
- Marco Wittmann; BMW Team RMG versenyző → Walkenhorst Motorsport versenyző[15]

### Újonc pilóták
- Alexander Albon; Formula–1, Red Bull pilóta → AlphaTauri AF Corse pilóta[20]
- Nick Cassidy; Super Formula, Vantelin Team TOM'S pilóta → AlphaTauri  AF Corse pilóta[38]
- Liam Lawson; FIA Formula–3 bajnokság, Hitech Grand Prix pilóta → Red Bull AF Corse pilóta
- Sophia Flörsch; FIA Formula–3 bajnokság, Campos Racing versenyző → Team Abt versenyző[39]
- Kelvin van der Linde; Ázsiai Le Mans-széria, Phoenix Racing versenyző versenyző → Team Abt Sportsline versenyző[6]
- Arjun Maini; Ázsiai Le Mans-széria, Racing Team India versenyző → Team GetSpeed versenyző[36]
- Dev Gore; Toyota Racing Series, Giles Motorsport versenyző → Team Rosberg versenyző[11]
- Philip Ellis; WeatherTech SportsCar-bajnokság,  Winward Motorsport versenyző → Team Winward versenyző[35]
- Esteban Muth; GT4 Európa, Selleslagh Racing Team versenyző → T3 Motorsport versenyző[22]
- Esmee Hawkey; Brit Porsche Carrera kupa, Team Parker Racing versenyző → T3 Motorsport versenyző[23]
- Vincent Abril; Nemzetközi GT Open-bajnokság, AF Corse versenyző → Team HRT versenyző[28]
- Maximilian Buhk; NLS-széria, Mercedes-AMG Team GetSpeed versenyző → Team Mücke Motorsport versenyző[33]

### Visszatérő pilóták
- Maximilian Götz; ADAC GT Masters, Mann-Filter – Team HTP-Winward versenyző → Team HRT versenyző[27]
- Daniel Juncadella; NLS-széria, Racing Team India versenyző → Team GruppeM Racing versenyző[32]
- Gary Paffett; Formula–E, Mercedes-Benz EQ Formula E Team tesztversenyző → Team Mücke Motorsport versenyző[21]

### Távozó pilóták
- René Rast; Audi Sport Team Rosberg pilóta → Formula–E, Audi Sport Team ABT Schaffler pilóta[40]
- Jamie Green; Audi Sport Team Rosberg pilóta → GT Európa Endurance-kupa, Saintéloc Racing pilóta[41]
- Robin Frijns; Audi Sport Team Abt Sportsline pilóta → WEC, Team WRT pilóta[42]
- Habsburg Ferdinánd; Audi Sport Team WRT pilóta → WEC, Team WRT pilóta pilóta[43]
- Fabio Scherer; Audi Sport Team WRT pilóta → WEC, United Autosports USA pilóta[44]
- Loïc Duval; Audi Sport Team Phoenix pilóta → WEC, Realteam Racing pilóta[45]
- Harrison Newey; Audi Sport Team WRT pilóta → ?
- Jonathan Aberdein; BMW Team RMR pilóta → Európai Le Mans-széria, United Autosports pilóta[46]
- Robert Kubica; Orlen Team ART pilóta → Európai Le Mans-széria, Team WRT pilóta[47]
- Philipp Eng; BMW Team RBM pilóta → WeatherTech SportsCar-bajnokság, BMW Team RLL pilóta[48]

### Versenyzőcserék
| Csapat                | Eredeti versenyző | Helyettes versenyző | Fordulók      | Helyettesítés oka                         | Forrás        |
| Szezon közben         | Szezon közben     | Szezon közben       | Szezon közben | Szezon közben                             | Szezon közben |
| --------------------- | ----------------- | ------------------- | ------------- | ----------------------------------------- | ------------- |
| Team Abt              | Sophia Flörsch    | Markus Winkelhock   | 4             | más versenyen való részvétel              | [ 9 ]         |
| Team Rosberg          | Dev Gore          | Christopher Haase   | 4             | személyes okok                            | [ 12 ]        |
| Team Mücke Motorsport | Maximilian Buhk   | Marvin Dienst       | 7             | más versenyen való részvétel              | [ 34 ]        |
| AlphaTauri AF Corse   | Alexander Albon   | Nick Cassidy        | 8             | más versenyen való tesztpilótai részvétel | [ 21 ]        |

### Újonc csapatok
- Team GruppeM Racing[20]
- AF Corse[19]
- Team Winward
- Walkenhorst Motorsport[14]
- ROWE Racing[16]
- Team Mücke Motorsport[49]

### Távozó csapatok
- Phoenix Racing[50]
- Team WRT[50]
- Team RMR
- Team RMG
- Racing Bart Mampaey (Team RMR)

### Márkák, amelyek megszüntetik a gyári támogatásukat
- Audi[51]
- BMW[52]

## Szabályváltozások
- A 2018-ban a japán Super GT-vel kötött közös "Class One (első osztály)" szabályrendszer elvetése után, a bajnokság 2021-től hivatalosan is áttért a GT3-as alapú "GT Plus" formátumra költséghatékonyság miatt. Ez röviden azt jelenti, hogy minimális gyári támogatás után privát csapatok indulhatnak. Ennek az a célja, hogy több gyártó érkezését próbálták meg könnyebbé tenni.[53][54]
- A 2019-től használt első osztályú autókat, valamint a 2,0 literes turbós négyhengeres soros motorokat végleg nyugdíjazták.[55]
- 2001 óta először a széria nem az álló rajtokat  használta, hanem az amerikai IndyCarhoz hasonló "repülő rajtot" alkalmazzák.[56]
- A Hankook kivonulása után a bajnokság hivatalos gumibeszállítója a Michelin lett.[57]
- Erre az évre bevezették a kizárólag fiatal pilóták számára a "Junior" kategóriát.

## Versenynaptár
Az előzetes versenynaptárat 2020. november 6-án hozták nyilvánosságra. Az előzetes tervek szerint négy forduló Németországban, míg a többi Európa-szerte kerül megrendezésre.
Az Igora Drive, Monza és a Norisring a 2020-as törlésük után visszatért, és a Red Bull Ring először rendezett versenyt 2018 óta. Minden pálya, amely 2020-ben vendégül látta a sorozatot visszatért, Spa-Francorchamps kivételével. 2020-ban felkerült a naptárba Anderstrop és Brands Hatch, de oda végül nem utaztak el, 2021-ben pedig be sem kerültek a kalendáriumba. 2021 januárjában a vezetőség törölte az eredetileg a szezonnyitónak otthont adó Igora Drive-ot, így Monzában került sor az első futamokra. Szezon közben, júniusban bejelentették, hogy az eredetileg második fordulónak otthont adó Norisring-et elhalasztották őszre, a szezonzáróra.
| Forduló           | Forduló | Helyszín                                  | Dátum          | Pályarajz |
| ----------------- | ------- | ----------------------------------------- | -------------- | --------- |
| 1                 | 1       | Autodromo Nazionale di Monza, Olaszország | június 19.     |           |
| 1                 | 2       | Autodromo Nazionale di Monza, Olaszország | június 20.     |           |
| 2                 | 3       | EuroSpeedway Lausitz, Németország         | július 24.     |           |
| 2                 | 4       | EuroSpeedway Lausitz, Németország         | július 25.     |           |
| 3                 | 5       | Circuit Zolder, Belgium                   | augusztus 7.   |           |
| 3                 | 6       | Circuit Zolder, Belgium                   | augusztus 8.   |           |
| 4                 | 7       | Nürburgring. Németország                  | augusztus 21.  |           |
| 4                 | 8       | Nürburgring. Németország                  | augusztus 22.  |           |
| 5                 | 9       | Red Bull Ring, Ausztria                   | szeptember 4.  |           |
| 5                 | 10      | Red Bull Ring, Ausztria                   | szeptember 5.  |           |
| 6                 | 11      | TT Circuit Assen, Hollandia               | szeptember 18. |           |
| 6                 | 12      | TT Circuit Assen, Hollandia               | szeptember 19. |           |
| 7                 | 13      | Hockenheimring, Németország               | október 2.     |           |
| 7                 | 14      | Hockenheimring, Németország               | október 3.     |           |
| 8                 | 15      | Norisring, Németország                    | október 9.     |           |
| 8                 | 16      | Norisring, Németország                    | október 10.    |           |
| Törölt versenyek: |         |                                           |                |           |
| –                 | –       | Igora Drive, Oroszország                  | május 29.      |           |
| –                 | –       | Igora Drive, Oroszország                  | május 30.      |           |

## Eredmények

### Összefoglaló
| Forduló | Forduló | Helyszín                     | Pole-pozíció          | Leggyorsabb kör       | Győztes              | Győztes                   | Győztes      | Listavezető          | Előny | Forrás |
| Forduló | Forduló | Helyszín                     | Pole-pozíció          | Leggyorsabb kör       | Versenyző            | Csapat                    | Gyártó       | Listavezető          | Előny | Forrás |
| ------- | ------- | ---------------------------- | --------------------- | --------------------- | -------------------- | ------------------------- | ------------ | -------------------- | ----- | ------ |
| 1       | 1.      | Autodromo Nazionale di Monza | Vincent Abril[b]      | Liam Lawson           | Liam Lawson          | Red Bull AF Corse         | Ferrari      | Liam Lawson          | 4     | [ 61 ] |
| 1       | 2.      | Autodromo Nazionale di Monza | Kelvin van der Linde  | Lucas Auer            | Kelvin van der Linde | Team Abt Sportsline       | Audi         | Kelvin van der Linde | 11    | [ 62 ] |
| 2       | 3.      | EuroSpeedway Lausitz         | Sheldon van der Linde | Sheldon van der Linde | Philip Ellis         | Mercedes-AMG Team Winward | Mercedes-AMG | Kelvin van der Linde | 9     | [ 63 ] |
| 2       | 4.      | EuroSpeedway Lausitz         | Philip Ellis          | Kelvin van der Linde  | Maximilian Götz      | Mercedes-AMG Team HRT     | Mercedes-AMG | Kelvin van der Linde | 4     | [ 64 ] |
| 3       | 5.      | Circuit Zolder               | Kelvin van der Linde  | Alexander Albon       | Kelvin van der Linde | Team Abt Sportsline       | Audi         | Kelvin van der Linde | 32    | [ 65 ] |
| 3       | 6.      | Circuit Zolder               | Marco Wittmann        | Nico Müller           | Marco Wittmann       | Walkenhorst Motorsport    | BMW          | Kelvin van der Linde | 21    | [ 65 ] |
| 4       | 7.      | Nürburgring                  | Kelvin van der Linde  | Kelvin van der Linde  | Kelvin van der Linde | Team Abt Sportsline       | Audi         | Kelvin van der Linde | 45    | [ 66 ] |
| 4       | 8.      | Nürburgring                  | Alexander Albon       | Christopher Haase     | Alexander Albon      | AlphaTauri AF Corse       | Ferrari      | Kelvin van der Linde | 33    | [ 67 ] |
| 5       | 9.      | Red Bull Ring                | Liam Lawson           | Esteban Muth          | Liam Lawson          | Red Bull AF Corse         | Ferrari      | Kelvin van der Linde |       | [ 68 ] |
| 5       | 10.     | Red Bull Ring                | Marco Wittmann        | Marco Wittmann        | Liam Lawson          | Red Bull AF Corse         | Ferrari      | Kelvin van der Linde |       | [ 68 ] |
| 6       | 11.     | TT Circuit Assen             | Liam Lawson           | Mirko Bortolotti      | Marco Wittmann       | Walkenhorst Motorsport    | BMW          | Liam Lawson          |       | [ 69 ] |
| 6       | 12.     | TT Circuit Assen             | Lucas Auer            | Mike Rockenfeller     | Lucas Auer           | Mercedes-AMG Team Winward | Mercedes-AMG | Liam Lawson          | 10    | [ 70 ] |
| 7       | 13.     | Hockenheimring               | Kelvin van der Linde  | Alexander Albon       | Kelvin van der Linde | Team Abt Sportsline       | Audi         | Liam Lawson          |       |        |
| 7       | 14.     | Hockenheimring               | Kelvin van der Linde  | Alexander Albon       | Lucas Auer           | Mercedes-AMG Team Winward | Mercedes-AMG | Liam Lawson          |       |        |
| 8       | 15.     | Norisring                    | Liam Lawson           | Nico Müller           | Maximilian Götz      | Mercedes-AMG Team HRT     | Mercedes-AMG | Liam Lawson          | 22    |        |
| 8       | 16.     | Norisring                    | Liam Lawson           | Nick Cassidy          | Maximilian Götz      | Mercedes-AMG Team HRT     | Mercedes-AMG | Maximilian Götz      | 3     |        |

### Pontrendszer
Pontot az első tíz helyen célba érő versenyző kapott az alábbi sorrendben:
| Helyezés | 1. | 2. | 3. | 4. | 5. | 6. | 7. | 8. | 9. | 10. |
| Pont     | 25 | 18 | 15 | 12 | 10 | 8  | 6  | 4  | 2  | 1   |

Továbbá az időmérő első három helyezettje is kapott pontokat:
| Kvalifikációs helyezés | 1. | 2. | 3. |
| Pont                   | 3  | 2  | 1  |

### Versenyzők
| Helyezés                                     | Versenyző             | MNZ | MNZ | LAU | LAU | ZOL | ZOL | NÜR | NÜR | RBR | RBR | ASS | ASS | HOC | HOC | NOR | NOR | Pont |
| -------------------------------------------- | --------------------- | --- | --- | --- | --- | --- | --- | --- | --- | --- | --- | --- | --- | --- | --- | --- | --- | ---- |
| 1.                                           | Maximilian Götz       | 23  | 10  | Ki  | 13  | 72  | 2   | 4   | 4   | 2   | 3   | 43  | 6   | 5   | 3   | 1   | 1   | 230  |
| 2.                                           | Liam Lawson           | 1   | 132 | 2   | 2   | Ki  | 3   | 13  | Ki  | 1   | 12  | 31  | 23  | 43  | 2   | 31  | Hn1 | 227  |
| 3.                                           | Kelvin van der Linde  | 4   | 1   | 42  | 3   | 1   | 8   | 1   | Ki  | 5   | 6   | 12  | 4   | 1   | 101 | 42  | 172 | 208  |
| 4.                                           | Marco Wittmann        | 8   | 5   | 7   | 6   | 53  | 1   | 53  | 3   | 7   | 21  | 12  | 32  | Ki  | 11  | 12  | 7   | 171  |
| 5.                                           | Lucas Auer            | 122 | 3   | 6   | 9   | 9   | 52  | 11  | 6   | 8   | 5   | 10  | 1   | Ki2 | 12  | 63  | 2   | 152  |
| 6.                                           | Alexander Albon       | 3   | 7   | 5   | 11  | 3   | 6   | Ki  | 1   | 4   | 17  | Ki  | 5   | 2   | 6   |     |     | 130  |
| 7.                                           | Philip Ellis          | Ki  | 6   | 1   | 41  | 8   | 16  | 2   | Ki  | 3   | 4   | 7   | 12  | 7   | 4   | 10  | 10  | 129  |
| 8.                                           | Mike Rockenfeller     | 9   | 8   | 3   | 8   | 2   | 103 | 3   | Ki  | 15  | Ki  | 13  | 11  | 3   | 15  | Ki  | 4   | 89   |
| 9.                                           | Daniel Juncadella     | 51  | 11  | Ki  | 7   | Ki  | 12  | 8   | 2   | 11  | 12  | Ki  | Ki  | 6   | 5   | 7   | 5   | 77   |
| 10.                                          | Nico Müller           | 7   | 2   | 13  | 10  | 10  | 4   | 7   | 9   | Ki  | 14  | Ki  | 8   | Ki  | 12  | 8   | 15  | 56   |
| 11.                                          | Sheldon van der Linde | 11  | 43  | 91  | 5   | 16  | 7   | 6   | Ki  | Ki  | Ki3 | 6   | Ki  | Ki  | Ki  | Ki  | 16  | 55   |
| 12.                                          | Arjun Maini           | 13  | Ki  | Ki  | 12  | Ki  | Ni  | 10  | 13  | 63  | 7   | Ki  | 13  | Ki  | 83  | 2   | 6   | 48   |
| 13.                                          | Esteban Muth          | 10  | 9   | 8   | Ki  | 6   | 9   | 14  | 5   | 14  | 13  | 8   | 10  | 8   | Ki  | 11  | Ki  | 41   |
| 14.                                          | Vincent Abril         | Kiz | Kiz | Ki  | 14  | 4   | Ki  | 12  | 8   | 9   | 8   | Ki  | 9   | 9   | 9   | 14  | 8   | 34   |
| 15.                                          | Maximilian Buhk       | 6   | 12  | 10  | 18  | Ki  | 11  | Ki  | Ki  | 12  | 9   | Ki  | 15  |     |     | 9   | 3   | 28   |
| 16.                                          | Nick Cassidy          |     |     |     |     |     |     |     |     |     |     |     |     |     |     | 5   | 133 | 11   |
| 17.                                          | Timo Glock            | 16  | Ki  | 11  | 13  | 11  | 17  | 19  | 7   | 10  | 10  | Ki  | 14  | 10  | 14  | Ki  | 11  | 9    |
| 18.                                          | Sophia Flörsch        | 15  | 15  | Ki  | 15  | 15  | Ki  |     |     | 17  | 15  | 9   | 16  | 12  | Ki  | 13  | 9   | 8    |
| 19.                                          | Marvin Dienst         |     |     |     |     |     |     |     |     |     |     |     |     | 11  | 7   |     |     | 6    |
| 20.                                          | Esmee Hawkey          | 14  | 16  | Ki  | 16  | 13  | 13  | 17  | 11  | 16  | 16  | 11  | Ki  | 14  | 16  | Ki  | Ki  | 2    |
| 21.                                          | Christopher Haase     |     |     |     |     |     |     | Ki  | 10  |     |     |     |     |     |     |     |     | 1    |
| 22.                                          | Dev Gore              | Ki  | 14  | 12  | 17  | 14  | 15  |     |     | Ki  | Ki  | Ni  | 17  | 16  | 17  | 16  | 14  | 0    |
| 23.                                          | Markus Winkelhock     |     |     |     |     |     |     | 16  | 14  |     |     |     |     |     |     |     |     | 0    |
| Vendég résztvevőként nem jogosultak pontokra |                       |     |     |     |     |     |     |     |     |     |     |     |     |     |     |     |     |      |
|                                              | Mirko Bortolotti      |     |     |     |     |     |     |     |     |     |     | 2   | 7   |     |     |     |     |      |
|                                              | Christian Klien       |     |     |     |     | 12  | 14  | 15  | 12  |     |     | 5   | Ki  |     |     |     |     |      |
|                                              | Luca Stolz            |     |     |     |     |     |     | 9   | Ki  |     |     |     |     |     |     |     |     |      |
|                                              | Maximilian Paul       |     |     |     |     |     |     |     |     | 13  | 11  |     |     |     |     |     |     |      |
|                                              | Lucas di Grassi       |     |     |     |     |     |     |     |     |     |     |     |     | 15  | Ki  | 15  | 12  |      |
|                                              | Hubert Haupt          |     |     |     |     |     |     | 18  | Ki  |     |     |     |     | 13  | 13  |     |     |      |
|                                              | Michael Ammermüller   |     |     |     |     |     |     | Ki  | Ki  |     |     |     |     |     |     |     |     |      |
| Helyezés                                     | Versenyző             | MNZ | MNZ | LAU | LAU | ZOL | ZOL | NÜR | NÜR | RBR | RBR | ASS | ASS | HOC | HOC | NOR | NOR | Pont |

| Szín   | Eredmény                                      |
| ------ | --------------------------------------------- |
| Arany  | Győztes                                       |
| Ezüst  | 2. helyezett                                  |
| Bronz  | 3. helyezett                                  |
| Zöld   | Pontot szerzett                               |
| Kék    | Pont nélkül vagy helyezetlenül ért célba (Hn) |
| Lila   | Nem ért célba (Ki)                            |
| Piros  | Nem kvalifikálta magát (Nk)                   |
| Fekete | Diszkvalifikálták (Kiz)                       |
| Fehér  | Nem indult (Ni)                               |
| Fehér  | Visszalépett (Vi)                             |
| Fehér  | Verseny törölve (T)                           |
| Üres   | Nem vett részt                                |
| Üres   | Kizárt (EX)                                   |

- † – Nem fejezte be a futamot, de rangsorolva lett, mert teljesítette a versenytáv 75%-át.

### Csapatok
| Helyezés | Csapat                                | Pont |
| -------- | ------------------------------------- | ---- |
| 1.       | Red Bull AF Corse AlphaTauri AF Corse | 336  |
| 2.       | Team Abt Sportsline                   | 268  |
| 3.       | Mercedes-AMG Team Winward             | 252  |
| 4.       | Mercedes-AMG Team HRT                 | 208  |
| 5.       | Walkenhorst Motorsport                | 165  |
| 6.       | ROWE Racing                           | 64   |
| 7.       | Mercedes-AMG Team GruppeM Racing      | 61   |
| 8.       | Team Rosberg                          | 51   |
| 9.       | T3 Motorsport                         | 48   |
| 10.      | Mercedes-AMG Team GetSpeed            | 22   |
| 11.      | Mercedes-AMG Team Mücke Motorsport    | 17   |
| 12.      | Team Abt                              | 6    |

### Gyártók
| Helyezés | Gyártó       | Pont |
| -------- | ------------ | ---- |
| 1.       | Mercedes-AMG | 507  |
| 2.       | Ferrari      | 336  |
| 3.       | Audi         | 325  |
| 4.       | BMW          | 229  |
| 5.       | Lamborghini  | 48   |

## Közvetítés
2018 után ismét visszatért a magyarországi közvetítés a Digi Sport által, amely megvásárolta a 2021-es évad közvetítési jogait. A megállapodás értelmében a csatorna az időmérőket és a versenyeket is élőben adta.